# ۳۰۰۰ لئوناردو
سیارک ۳۰۰۰ (به انگلیسی: 3000 Leonardo، نامگذاری:1981EG19) سه هزارمین سیارک کشف شده‌است که در ۲ مارس ۱۹۸۱ کشف شد.
قدر مطلق سیارک برابر ۱۳٫۰۰ است.